# لویپولدسگرون
لویپولدسگرون (به آلمانی: Leupoldsgrün) یک شهر در آلمان است که در بایرن واقع شده‌است.

## خصوصیات
لویپولدسگرون ۱۰٫۲۶ کیلومترمربع مساحت دارد ۵۹۰-۶۳۰ متر بالاتر از سطح دریا واقع شده‌است.

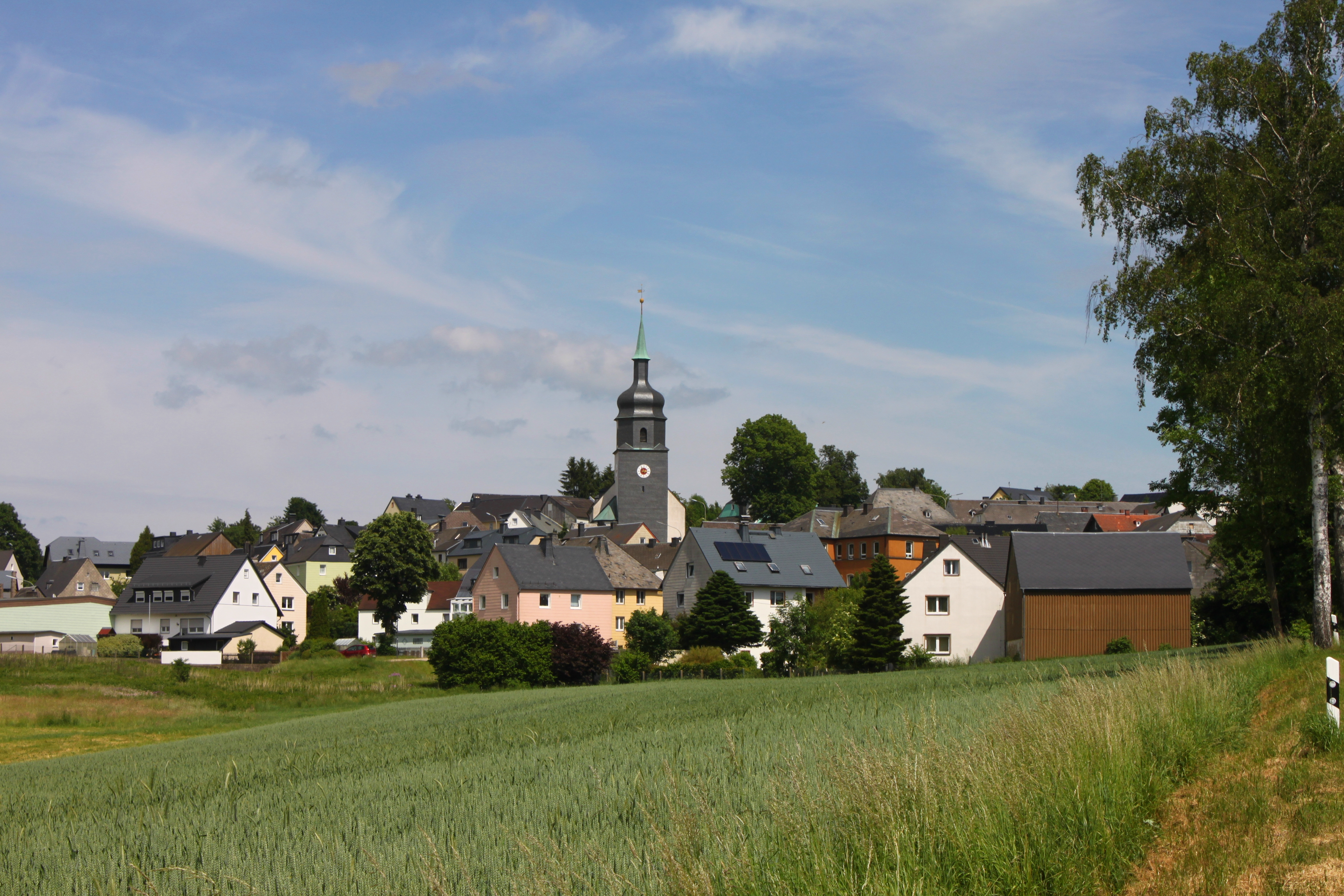
Leupoldsgrün from West